# Hesperandra conspicua
Hesperandra conspicua är en skalbaggsart som först beskrevs av Friedrich F. Tippmann 1960.  Hesperandra conspicua ingår i släktet Hesperandra och familjen långhorningar. Inga underarter finns listade i Catalogue of Life.